# Tarnès
Tarnès é uma comuna francesa na região administrativa da Nova Aquitânia, no departamento da Gironda. Estende-se por uma área de 1,45 km². Em 2010 a comuna tinha 338 habitantes (densidade: 233,1 hab./km²).